# Guillermo Ross
Guillermo R. Ross (ur. ? – zm. ?) – argentyński piłkarz, grający podczas kariery na pozycji pomocnika.

## Kariera klubowa
Guillermo Ross podczas kariery piłkarskiej występował w klubie Alumni. Z Alumni zdobył mistrzostwo Argentyny w 1907.

## Kariera reprezentacyjna
Jedyny raz w reprezentacji Argentyny Ross wystąpił 6 października 1907 w wygranym 2-1 meczu z Urugwajem, którego stawką była Copa Newton.